# Wodieniapinskij
Wodieniapinskij (ros. Воденяпинский) – stacja kolejowa w miejscowości Krasnoarmiejskij, w rejonie torbiejewskim, w Mordowii, w Rosji. Położona jest na linii Moskwa – Riazań – Samara.